# High-end audio
High-end audio je třída domácích spotřebitelských audio zařízení na trhu pro audiofily na základě vysoké ceny nebo kvality, esoterické či nové zvukové reprodukční techniky. Termín může odkazovat pouze na cenu, na kvalitu sestavených komponentů, nebo na subjektivní či objektivní kvalitu reprodukce zvuku.

## Rozdělení
Tuto oblast lze zařadit do dvou zcela odlišných sekcí, oblasti špičkové audiotechniky vycházející z Hi-Fi a do druhé oblasti monitorující lidské závislosti a posedlosti. Technická specifikace High-End není striktně definována. Obecně lze popsat jako snahu o technicky dokonalé řešení za příznivého vlivu neobvyklých technických řešení.
High-End se od běžných komerčních audiopřístrojů odlišuje především:
- Kvalitou jednotlivých komponent
- Vysokou hmotností
- Neotřelým designem
- Neobyčejně vysokou cenou

Za High-End tedy nelze považovat žádné masově vyráběné audio komponenty. Některá High-End řešení dokonce hraničí s běžně uznávanými bezpečnostními předpisy! Optimalizace celého audiořetězce počíná již zdrojem energie pro aparaturu a končí úpravami poslechové místnosti nebo dokonce návrhem audio optimalizovanému domu. 

## Dělení High-End dle zaměření

### Filmová a divadelní technika
Dala za vznik oblasti domácího kina (Home Theater)

### High Fidelity
Oblast dále rozdělena dle využití komponent: polovodičová technika, hybridní technika a samostatná oblast vakuové techniky (lampová technika) Toto dělení se vztahuje především na zesilovače a zdroje signálu. Reproduktory a sluchátka se dělí dle jiných pravidel.

### Home Theater
S příchodem zvukového filmu nastala i potřeba uspokojit prostorový vjem a co nejvěrněji spojit sledovaný obraz se zvukovým doprovodem. S rozvíjejícím se technickým potenciálem začalo přibývat i počtu nezávislých zvukových stop (zvukových kanálů). Pro tyto kanály se do dnes užívá jednoduchého slovního označení a jednoduchého číselného značení.

#### Mono
Mono představuje jednokanálovou nahrávku (reprodukci nelze zaměňovat za poslech jednoho reproduktoru ze sterea nebo dokonce za poslech mono nahrávky na dvou reproduktorech vyzařujících stejné zvukové vlny)

#### Stereo
Stereo je ryze dvoukanálová zvuková cesta, jež je v ideálním případě pořízena záznamem pouze ze dvou mikrofonů bez dalšího směšování s dalšími zdroji zvuku. Takovouto nahrávku lze označit příznačným názvem audiofilní. Využití mixu s dalšími zdroji, jako například s nahrávkami z dozvukových mikrofonů, které podpoří vjem velikosti prostoru (například nahrávky pořízené v katedrálách či v kostelech), lze taktéž kvalifikovat jako audiofilní. Z technických důvodů lze též akceptovat i snímání jednotlivých nástrojů z důvodu jejich odlišných akustických možností.

#### Kvadrofonie
Kvadrofonie představovala rozsáhlou a velmi rozštěpenou oblast reprodukce již v dobách gramofonových nahrávek. Vyvinulo se větší množství nekompatibilních systémů jako SQ kvadrofonie. Kvadrofonie do značné míry změnila pohled na potřebu vícekanálového zvukového záznamu, ale i na vnímání zvuku jako doprovodu k filmu na rovnocennou části filmového díla.

## Systémy a jejich rozvoj
Pro označování složitějších systémů se využívá jejich číselného popisu, kde první číslice označují počet hlavních zvukových stop (nezávislé kanály) a druhá číslice označuje počet kanálů pro hluboké tóny a efekty v oblasti nízkých kmitočtů. Tento systém vychází z předpokladu, že hluboké tóny v prostoru omezeném reálnými rozměry nelze běžně lokalizovat. Tento jev je dán délkou zvukové vlny, jež pro kmitočty pod 50 Hz značně přesahuje rozměry běžného poslechového prostoru.

### Extrémy – Systém 22.2
Pro maximální zážitek se tento systém vyvinul ze základních systémů 5.1 a 7.1. Zvukový záznam ale neobsahuje 22 + 2 nezávislé kanály, ale je signálovým procesorem (DSP) za pomoci vhodných matematických algoritmů rozšířen o závislé kanály jež dokreslují hlavní zvukový signál. Běžně se reproduktory těchto systémů nenachází pouze v ose uší posluchačů, ale jsou umístěny také v prostoru nad posluchači. Samozřejmostí je středová poslechová poloha, posluchač sleduje nahrávku přibližně se středu aparatury rozmístěné okolo něho.
Pro správnou funkci vícekanálových systémů je nutná kalibrace. To představuje jak frekvenční úpravu, tak úpravu zpoždění jednotlivých kanálů vůči místu poslechu. Tento jev kompenzuje přibližně dobu, kterou potřebuje zvuková vlna, aby dorazila k posluchači. První systémy pro kalibraci využívaly přepnutí reproduktorů do funkce mikrofonů. Posluchač v místě poslechu tleskl a procesor vyhodnotil vzdálenost jednotlivých reproduktorů. Tato metoda byla využívána především u levnějších systémů nebo byla nahrazena fyzickým měřením vzdáleností uživatelem. Dalším krokem bylo využití jednokanálového mikrofonu, jež postupně přijímal různé frekvence z jednotlivých reproduktorů a na základě měření vyhodnotil jejich vzdálenost a akustické možnosti (pásmo) jednotlivých reproboxů.
Dnes se nejčastěji využívá kalibrace pomoci dvou mikrofonů umístěných ve vzdálenosti přibližně 20 cm, což představuje rozestup uší posluchače. Toto řešení lze kvalifikovat velice přínosně a z pohledu uživatele a je velice komfortní.
High-End uživatelé preferují různé přístupy ke konstrukci a technologii aparátů své hudební soustavy.
Jedna skupina preferuje využití znalostí z oblasti polovodičové techniky a DSP. Druhá část uživatelů se přiklání k směru, jež vznikl v šedesátých letech dvacátého století v Japonsku. Tento směr je označován jako Ultra-Fi. Znakem tohoto systému je využití znalostí o materiálech, vibracích a fyzikálních jevech. Příznivci toho směru uznávají minimalismus co do počtu součástek ve zvukové cestě. To vychází z předpokladu, že každá součást může a také ovlivní procházející signál. Ukázkovým audio řetězcem je triodový zesilovač v SE (v jednočinném režimu, třída A) s připojeným hornovým reproduktorem (předozátěžová horna nebo zadozátěžová horna). Z komerčního hlediska dochází částečně ke zvratu v ceně, jelikož takto maximálně zjednodušený systém může cenově překonat hranici velice složitého technického díla na bázi křemíku (technologie DSP, zesilovač třídy D - digitální zesilovač, apod.).
Vyspělost těchto systémů je stejná. Nelze se objektivně přiblížit jednomu či k druhému. Spíše se jedná o filosofickou otázku a o to, jak vyspělý je posluchač. Zda je schopen si vybrat optimální řešení pro své uspokojení. Limitem bývá také často prostor, finanční možnosti a také hudební styl, jež posluchače oslovuje. Každý máme také jiné fyzické předpoklady pro vnímání zvuku a obrazu. Extrémním příkladem je posluchač vážné hudby, jež je celý život hluchý a hudbu vnímá pouze hmatem, pohledem na spektrální ukazatele a záběry pořízené na koncertu. I tuto formu lze považovat za High-End, protože přichází s neobvyklým řešením a využívá plně smyslů posluchače.